# Heinz Schwarz
Heinz Schwarz, né à Arbon en 1920 et mort à Satigny en 1994, est un sculpteur, dessinateur et peintre suisse.

## Biographie
Lithographe de formation, il s'installe à Genève en 1943[réf. nécessaire] et se consacre au modelage et à la sculpture. En 1956 la Commission fédérale des beaux-arts (EKK) lui attribue une bourse d'études. Il installe son atelier à Onex en 1968 et devient citoyen d’honneur de cette commune en 1992.
Il réalise de nombreux nus féminins, ainsi que quelques personnages masculins. Plusieurs œuvres sont visibles dans des parcs publics du canton de Genève, achetés par la ville à l'initiative de Claude Ketterer.  

## Sculptures

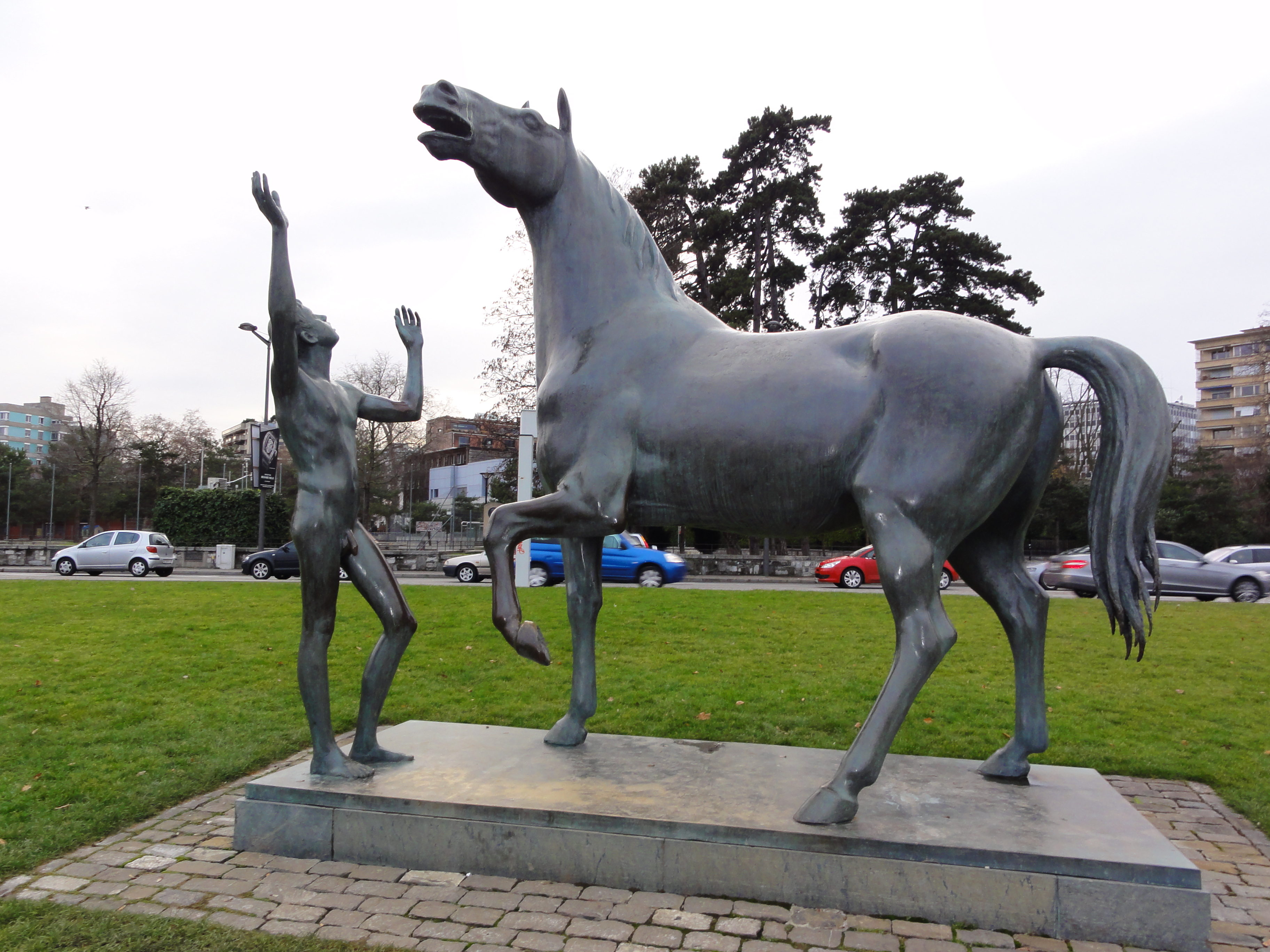
L'adolescent et le cheval au quai Wilson.

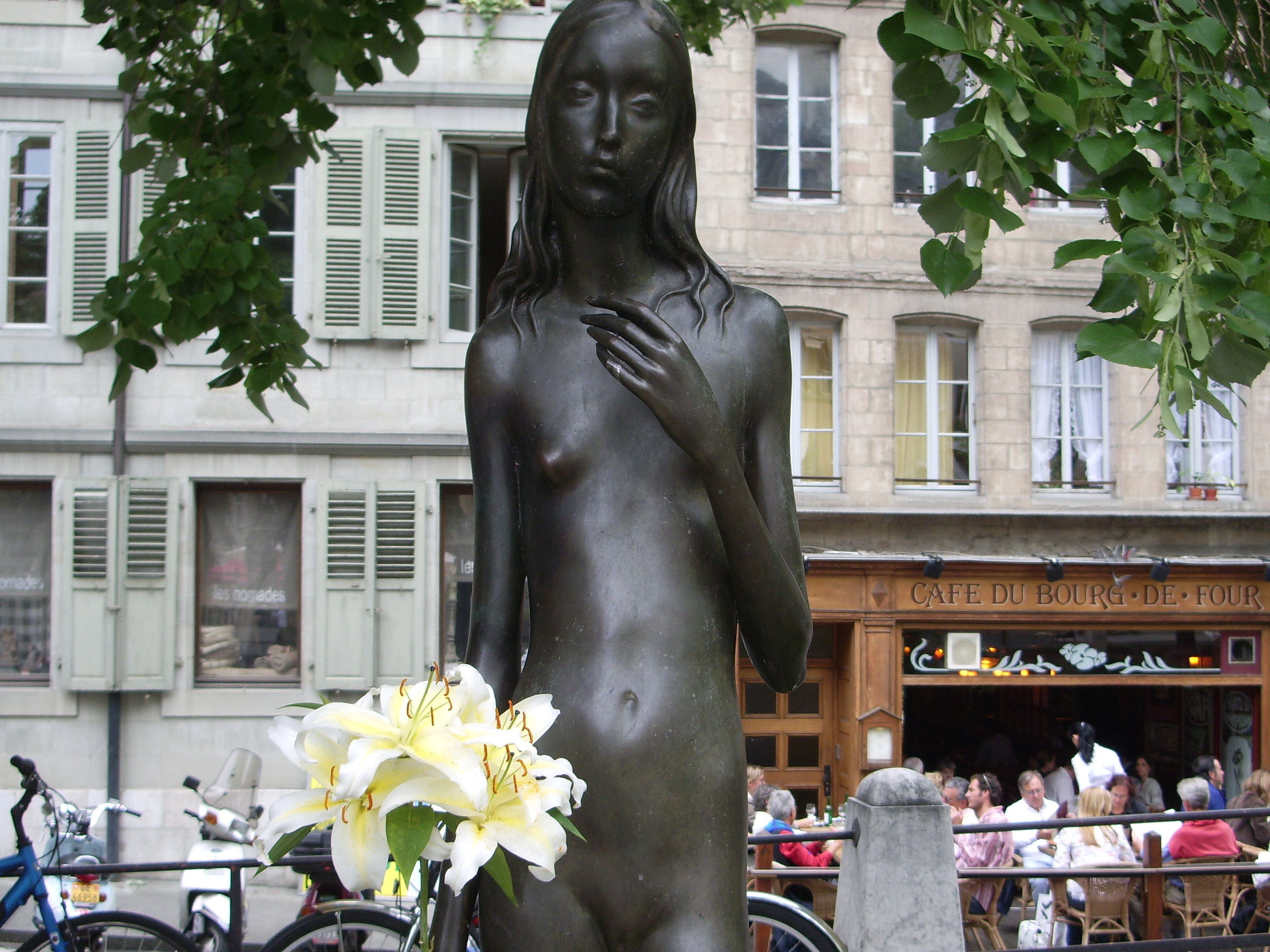
Clémentine au Bourg-de-Four.

- 1965 : Pferd mit Reiter (?), Fegetz-Allée, Soleure (Solothurn), Suisse
- 1967 : Jeune femme 67, moule 1967, fonte 1971, bronze, collection du FMAC, Promenade de Saint-Jean, Genève, Suisse[5]
- 1973 : Jeune fille, bronze, Collection de PTT, Villars-sur-Ollon
- 1974 : Clémentine, moule 1974, fonte 1975, bronze, collection du FMAC, place du Bourg-de-Four, Genève, Suisse[6]
- 1976 : L'adolescent et le cheval, moule 1974/76, fonte 1978, bronze, collection du FMAC, quai Wilson, Genève, Suisse[7]
- 1976 : Corinne, plâtre 1976, fonte 1978, bronze, collection du FMAC, Chemin Galiffe, Genève, Suisse[8]
- 1976 : Fanfan (II)[9]
- 1977 : Daniela, Parc de la mairie, route du Grand-Lancy 41, Lancy, Suisse[10]
- 1977 : Béatrice[11]
- 1982 : Christine Z II, moule 1982, fonte 1987, bronze, collection du FMAC, Chemin de l'Impératrice 1, Conservatoire et jardin botaniques, près de la Villa Le Chêne, Genève, Suisse[12]
- 1989 : Jeune fille étendue
- ??? : Dominique assise, bronze, devant l'entrée de la Mairie de Meyrin, Suisse[13]
- ??? : La jeune fille agenouillée, Place de la Mairie, Onex, Suisse
- ??? : (jeune fille debout), école secondaire de Nänikon (canton de Zurich), Suisse